# پاشابیگ
پاشابیگ یکی از روستاهای استان آذربایجان شرقی است که در دهستان آتش‌بیگ قرانقو بخش نظرکهریزی شهرستان هشترود واقع شده‌است.این روستا ۶۵۰ نفر جمعیت دارد و حدودا ۲۰۰خانوار است.زیر مجموعه دهستان آتش بیگ میباشد